# Günther (музыкант)
Матс Олле Гёран Сёдерлунд (швед. Mats Olle Göran Söderlund)  (род. 25 июля 1967 года) — шведский музыкант, владелец клубов и модель, более известный под псевдонимом Günther (Гюнтер).

## Карьера
После завершения карьеры в модельном бизнесе, он стал управлять клубами в Мальмё. В 2004 году начал свою музыкальную карьеру под сценическим именем Günther и выпустил дебютный альбом Pleasureman, сингл с которого «Ding Dong Song» три недели держал лидерство в шведском чарте. В 2006 году его песня «Like Fire Tonight» приняла участие в Мелодифестивалене, однако не прошла в финал.
В декабре 2013 года Гюнтер выпустил сингл «I'm Not Justin Bieber B**ch». Музыкальное видео стало вирусным и имеет более 5 миллионов просмотров по состоянию на начало ноября 2021 года.

## Будущая работа
На своем веб-сайте Günther анонсировал выход своего следующего альбома с рабочим названием «Dirty Man Swedish Sex Beast».

## Дискография
Альбомы
- Pleasureman (Sweden release) (2004)
- Pleasureman (US release) (2006)
- Pleasureman (Japan release) (2007)
- Shades Of Black  (2018)

Синглы
Совместно с The Sunshine Girls:
- Ding Dong Song (2004)
- Teeny Weeny String Bikini (2004)
- Tutti Frutti Summer Love (2005)
- Christmas Song (Ding Dong) (2005)
- Like Fire Tonight (2006)
- Sun Trip (Summer Holiday) (2007)
- Famous (2010)
- Pussycat (2011)

Совместно с Samantha Fox:
- Touch Me (2004)